# Пабяржіс Гедимінас Станіславо
Гедимінас Станіславо Пабяржіс (лит. Gediminas Paberžis, нар. 16 жовтня 1950, Кельме) — радянський футболіст, що грав на позиції півзахисника та захисника. По завершенні ігрової кар'єри — литовський футбольний тренер.
Виступав, зокрема, за клуби «Жальгіріс», у якому зіграв понад 270 матчів у першій та другій лігах СРСР. Під час військової служби грав також у команді СК «Луцьк». За час тренерської кар'єри керував діями кількох литовських клубів вищого дивізіону, входив також до тренерського штабу вільнюського «Жальгіріса».

## Клубна кар'єра
Гедимінас Пабяржіс розпочав свою футбольну кар'єру виступами за вільнюський «Жальгіріс» у другій групі класу «А» радянського футболу в 1968 році. За три роки молодий футболіст вже дебютував у першій лізі СРСР. У 1972 році Гедимінасу Пабяржісу прийшов час служити у лавах Радянської Армії, службу проходив у армійському клубі СК «Луцьк». Разом із ним за луцький армійський клуб грали ще два футболісти з Литви — Шендеріс Гіршовічюс та Вітаутас Гедгаудас. Після демобілізації з армії у 1974 році повернувся до «Жальгіріса», у складі якого виступав до 1981 року, після чого завершив кар'єру футболіста. Виступав також у складі збірної Литовської РСР на Спартакіаді народів СРСР 1979 року, на якому команда Литви зайняла 6 місце. Гедимінасу Пабяржісу також було присвоєно звання майстра спорту СРСР. за час виступів у вільнюській команді провів у чемпіонатах СРСР 275 матчів, та 15 матчів у Кубку СРСР.

## Кар'єра тренера
Гедимінас Пабяржіс розпочав кар'єру тренера у 1991 році вже у незалежному литовському чемпіонаті, очоливши тренерський штаб команди вищого дивізіону «Летувос Маккабі». У 1992 році Пабяржіс увійшов до тренерського штабу вільнюського «Жальгіріса». У 1997 році Гедимінас Пабяржіс був головним тренером вищолігового литовського клубу «Гележиніс Вілкас». У 2003 році Пабяржіс був головним тренером вільнюського клубу «ВПУ-Швеса» (Вільнюс). Пізніше Гедимінас Пабяржіс очолював клуб «Вільнюс», та працював у тренерському штабі клубу «Ветра».

## Особисте життя
Батько Гедимінаса Пабяржіса, Станісловас Пабяржіс, у минулому також грав за вільнюський «Жальгіріс», та був головним тренером клубу. Його син, Гедимінас Пабяржіс-молодший, грав у низці литовських клубів, натепер завершив кар'єру футболіста, та отримав тренерський диплом.